# 玉聞精一
玉聞精一（日语：／ Gyokubun Seiichi，满语、锡伯语：ᠸᡝᡴᠵᡳᡢᡤᡝ，穆麟德：Wekjingge，本人拼作Vecjinggha Gwalgiea:1，1900年代1908年或1909年—1996年2月），曾用汉名苏精一、宇文精一:17，瓜尔佳氏，是一位出身新疆省惠遠城紮庫齊牛錄的錫伯人。他曾任滿洲國官員與日中進出口公司職員。

## 生平

### 早年生活
玉聞精一出生於伊犁惠遠城紮庫齊牛錄街（锡伯语、满语“ᠵᠠᡴᡡᠴᡳ, 扎库齐”意为“第八”，位處惠遠城外伊犁河南岸，現今察布查爾第八牛錄）。父亲是苏勒春，瓜尔佳氏，母亲是苏楞额，富察氏。他有一个姐姐，名为苏美琳。:39
他的祖母及父親是紮庫齊牛錄人，母親是寧古齊牛錄 （锡伯语、满语“宁古齐”意为“第六”）人:1，他是家中唯一的男孩。自小，他的家族以其傳統文化生活，但同時使用滿洲語（錫伯語）與漢語交談書寫；他在少年時即讀過《論語》、《孟子》等漢文典籍。
3至6歲時，他移居於寧古齊牛錄；後來，他又返回惠遠城，紮庫齊牛錄街住宅則因戰亂燒毀。6至12歲時，他搬至其姑姑位處烏珠牛錄住家定居，並在這段時間裡學習標準語寧古齊牛錄方言。13至14歲時，他因病留在農村居住。14至16歲時，他隨父親家族一同返回惠遠城烏珠牛錄街住家。:44
他最初汉名为苏精一，因其父认为其天资聪慧，希冀他为学不要涉猎太多，能够择一而精。:43后来他为自己冠姓鲜卑大姓宇文。:17

### 求學生涯
此時，他進入初中接受漢語教育，復進入迪化新疆省立中學學習中文與俄文。1925年，他前往蘇聯接受俄語教育，並在後來畢業於阿拉木圖州立中學。1928年至1931年，他返回迪化進入新疆省立俄文法政學院學習中文與俄文。 後來，他被新疆省政府派到哈爾濱中東鐵路局附屬工業大學留學，並開始學習日語。1933年，他自大學畢業，此时新疆省内生变，他自忖回乡困难:7，前往東京進入鐵道講習所研讀電氣工學。1934年，他在畢業後於滿洲國駐日本公使館外務局招聘考試合格。:44
在日本期间他将名字从宇文精一改为玉闻精一。:17

### 滿洲國生涯
玉闻精一考入满洲国外交部后，任职于宣化司，为特约人员（非编制内人员），后派驻上海担任领事。1940年时居住于新京，为外务局调查处的非编制内雇员，已娶妻生子，妻子为日本人。:44:671943年时在满洲国驻上海领事馆任主事。:247
在1935年5月25日，玉聞精一受命參與滿洲國和外蒙古之間的談判會議。该会议使用蒙古语，因此仰仗玉闻的语言能力。此時，他已通曉蒙古語、漢語、日語、滿洲語（錫伯語）、俄語、英語等六種語言。:44
在1935年的《大阪每日新闻》报道中，他的姓氏的读音标注为，即瓜尔佳的音译。

### 戰後
满洲国灭亡后，玉闻精一因汉奸罪而入狱，监禁在南京老虎桥监狱，后转至上海提篮桥监狱。1949年，外甥广定远确认他的行踪后，由其父、玉闻精一的姐夫广禄托人设法营救而出狱。:44
1949年3月26日，玉聞精一随姐夫广禄一家由上海龙华机场乘美军运输机飞至台北。:42居台半年后他前往日本，並在最後定居於橫濱市區:44。1957年左右，他任職於日中進出口公司（日语：日中輸出入組合）；該公司在美國對中國展開全面經濟封鎖時為中日邦交正常化起了重要作用。

### 晚年
晚年，他患有眼疾；為避免日照直射導致不適，他經常戴上墨鏡。過世後，他被安葬於千葉縣。

## 學術參與
玉聞精一為山本謙吾所著《滿洲語口語基礎語彙集》等著作之滿洲語（錫伯語）發音提供者。山本氏认为玉闻精一的满语（锡伯语）混合了察布查尔第八和第六牛录的两种方言。:17

## 連結
- 玉聞精一在《大阪每日新聞》上的報導 （页面存档备份，存于）